# Lutxana (stacja metra)
Lutxana – stacja metra w Bilbao, na linii 1. Obsługiwana przez Bizkaiko Garraio Partzuergoa. Znajduje się w gminie Erandio.